# کایترا هانتر
کایترا هانتر (به انگلیسی: Kytra Hunter) ژیمناست زادهٔ ۲۵ اکتبر ۱۹۹۱ میلادی اهل کشور ایالات متحده آمریکا است.